# Скіпка
Скі́пка або лучи́на, рідко скіпе́ць — тонка тріска сухого дерева, яку використовували в давнину для освітлення житла або розтоплення печі.

## Використовування

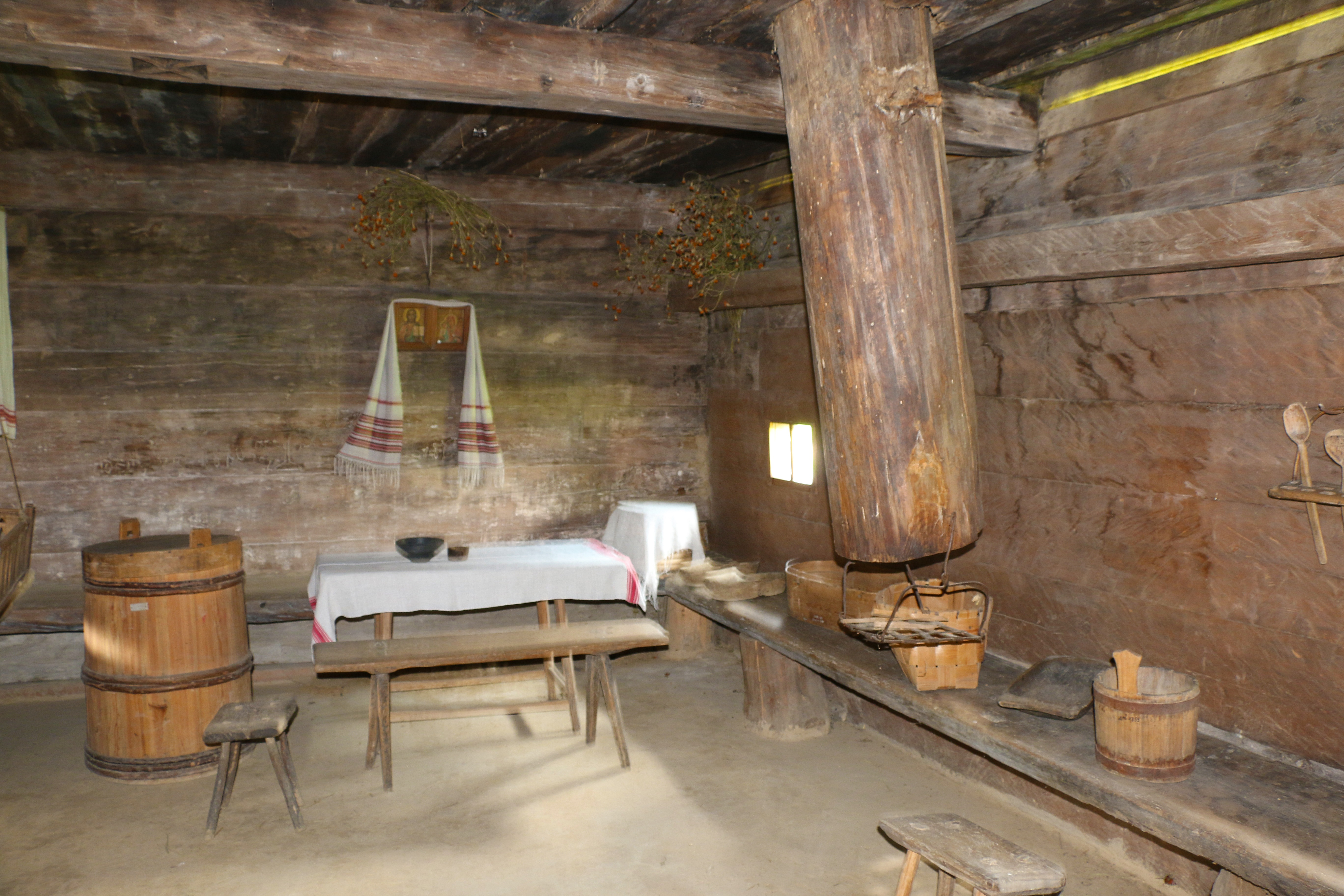
Світач у садибі з Волинського Полісся. Музей у Пирогові

Для отримання скіпи поліно розколювали на тріски за допомогою спеціального ножа-скіска (косаря), звичайного ножа або сокирки. Це називалося «скі́пати скіпу», а інструмент для цієї мети — «скі́пальним». Скіпку закріпляли у затискач спеціальної підставки — світця (світича, світлача). Щоб отримати більше світла, могли водночас засвічувати кілька скіпок. В Україні був поширений так званий світач: скіпки запалювалися на черепку чи залізних ґратах, встановлених під дерев'яним комином (іноді з видовбаного стовбура), який проходив через дах.

## Інші значення
- Скіпка («скі́па») — покрівельний матеріал, коротка дранка[1][10]
- Скіпка — те ж саме, що й скабка, тонкий, гострий шматочок тріски, який потрапив під шкіру[1]

## У культурі

### Мовні звороти
- Висохнути на скіпку — дуже схуднути, змарніти, виснажитися
- Гидко й скіпками взяти — дуже огидний
- Не здужає й скіпки підняти — дуже слабосильний, немічний

### Прислів'я
- Де поведеться, там і на скіпці прядеться (варіант із записів М. Номиса: кому йдеться, то й на скіпку прядеться)
- Добра пряха і на скіпці напряде
- За лучинку найде причинку (із записів М. Номиса)